# جيف ستون (كاتب)
جيف ستون (بالإنجليزية: Jeff Stone)‏ هو كاتب أمريكي، ولد في القرن العشرين.